# Paul-Henri Mathieu
Paul-Henri Mathieu (Straatsburg, 12 januari 1982) is een Frans tennisser.

## Carrière
Hij begon met tennis op 3-jarige leeftijd samen met zijn oudere broer Pierre-Yves. Tussen 1997 en 2000 trainde hij in de Nick Bollettieri Tennis Academy in Bradenton, Florida. Na de juniortitel op Roland Garros gewonnen te hebben (versloeg Tommy Robredo) maakte hij zijn profdebuut op de ATP-tour. Na een zware knieoperatie maakte hij in 2012 zijn comeback na meer dan jaar afwezigheid op de tour.

### 2002
2002 was Mathieu's jaar van doorbraak. Hij behaalde de 4e ronde op Roland Garros maar verloor toen van Andre Agassi in 5 sets (na 2 sets voor gestaan te hebben). Op 14 oktober werd hij nr. 36 op de wereldranglijst en zijn vooruitgang bezorgde hem ook de titel van ATP-nieuwkomer van het jaar 2002.

## Palmares
| Legenda                       | Legenda               |
| ----------------------------- | --------------------- |
| Grand Slam                    |                       |
| Olympische Spelen             |                       |
| tot 2009                      | vanaf 2009            |
| Tennis Masters Cup            | ATP Finals            |
| ATP Masters Series            | ATP Tour Masters 1000 |
| ATP International Series Gold | ATP Tour 500          |
| ATP International Series      | ATP Tour 250          |

| Nr.                  | Datum           | Toernooi        | Ondergrond    | Tegenstander in finale | Score         | Details       |
| -------------------- | --------------- | --------------- | ------------- | ---------------------- | ------------- | ------------- |
| Gewonnen finales     |                 |                 |               |                        |               |               |
| 1.                   | 6 oktober 2002  | ATP Moskou      | Tapijt        | Sjeng Schalken         | 4-6, 6-2, 6-0 | Details       |
| 2.                   | 13 oktober 2002 | ATP Lyon        | Tapijt        | Gustavo Kuerten        | 4-6, 6-3, 6-1 | Details       |
| 3.                   | 29 april 2007   | ATP Casablanca  | Gravel        | Albert Montañés        | 6-1, 6-1      | Details       |
| 4.                   | 15 juli 2007    | ATP Gstaad      | Gravel        | Andreas Seppi          | 6-7, 6-4, 7-5 | Details       |
| Verloren finales     |                 |                 |               |                        |               |               |
| 1.                   | 2003            | ATP Palermo     | Gravel        | Nicolás Massú          | 1-6, 6-2, 7-6 | Details       |
| 2.                   | 14 oktober 2007 | ATP Moskou      | Tapijt        | Nikolaj Davydenko      | 7-5, 7-6      | Details       |
| 3.                   | 5 oktober 2008  | ATP Metz        | Hardcourt     | Dmitri Toersoenov      | 7-6, 1-6, 6-4 | Details       |
| 4.                   | 27 juli 2009    | ATP Hamburg     | Gravel        | Nikolaj Davydenko      | 4-6, 2-6      | Details       |
| 5.                   | 8 augustus 2015 | ATP Kitzbühel   | Gravel        | Philipp Kohlschreiber  | 6-2, 2-6, 2-6 | Details       |
| 6.                   | 7 februari 2016 | ATP Montpellier | Hardcourt (i) | Richard Gasquet        | 5-7, 4-6      | Details       |
| Gewonnen challengers |                 |                 |               |                        |               |               |
| 1.                   | 26 juli 2004    | Segovia         | Hardcourt     | Nicolas Mahut          | 6-7, 6-4, 6-4 | 6-7, 6-4, 6-4 |

### Dubbelspel
| Nr.                           | Datum             | Toernooi      | Ondergrond | Partner          | Tegenstanders in finale              | Score                   | Details |
| ----------------------------- | ----------------- | ------------- | ---------- | ---------------- | ------------------------------------ | ----------------------- | ------- |
| Gewonnen finales heren dubbel |                   |               |            |                  |                                      |                         |         |
| 1.                            | 14 september 2008 | ATP Boekarest | Gravel     | Nicolas Devilder | Mariusz Fyrstenberg Marcin Matkowski | 7-6(4), 6-7(9), [22-20] | Details |
| Verloren finales heren dubbel |                   |               |            |                  |                                      |                         |         |
| 1.                            | 25 juli 2010      | ATP Hamburg   | Gravel     | Jeremy Chardy    | Marc López David Marrero             | 3-6, 6-2, [8-10]        | Details |

## Prestatietabellen
| Legenda | Legenda                          |
| ------- | -------------------------------- |
| g.t.    | geen toernooi gehouden           |
| l.c.    | lagere categorie                 |
| –       | niet deelgenomen                 |
| G       | uitgeschakeld in de groepsfase   |
| 1R      | uitgeschakeld in de eerste ronde |
| 2R      | uitgeschakeld in de tweede ronde |
| 3R      | uitgeschakeld in de derde ronde  |
| 4R      | uitgeschakeld in de vierde ronde |
| KF      | uitgeschakeld in de kwartfinale  |
| HF      | uitgeschakeld in de halve finale |
| F       | de finale verloren               |
| W       | het toernooi gewonnen            |
| w-v     | winst/verlies-balans             |

### Prestatietabel enkelspel
Deze gegevens zijn bijgewerkt tot en met 31 mei 2012
| Toernooi              | 2000          | 2001          | 2002          | 2003          | 2004          | 2005          | 2006          | 2007          | 2008          | 2009             | 2010             | 2011             | 2012             | 2013             | 2014             | 2015             | 2016             | Carrière w-v |
| --------------------- | ------------- | ------------- | ------------- | ------------- | ------------- | ------------- | ------------- | ------------- | ------------- | ---------------- | ---------------- | ---------------- | ---------------- | ---------------- | ---------------- | ---------------- | ---------------- | ------------ |
| Grandslamtoernooien   |               |               |               |               |               |               |               |               |               |                  |                  |                  |                  |                  |                  |                  |                  |              |
| Australian Open       | –             | –             | 1R            | –             | –             | 1R            | 4R            | 1R            | 4R            | 2R               | –                | –                | –                | 1R               | –                | 1R               | 1R               | 7-9          |
| Roland Garros         | –             | 1R            | 4R            | 1R            | –             | 3R            | 3R            | 3R            | 4R            | 3R               | 1R               | –                | 3R               | 1R               | 1R               | 1R               | 2R               | 17-12        |
| Wimbledon             | –             | –             | 2R            | 1R            | –             | 1R            | 1R            | 4R            | 3R            | 2R               | 4R               | –                | 1R               | 2R               | 1R               | –                | 1R               | 11-12        |
| US Open               | –             | –             | 1R            | 1R            | 3R            | 1R            | 2R            | 1R            | 2R            | 1R               | 3R               | –                | 2R               | 1R               | 2R               | 1R               |                  | 8-13         |
| Winst-verlies         | 0-0           | 0-1           | 4-4           | 0-3           | 2-1           | 2-4           | 6-4           | 5-4           | 9-4           | 4-4              | 5-3              | 0-0              | 3-2              | 1-4              | 1-3              | 0-3              | 1-3              | 43-48        |
| Tennis Masters Cup    |               |               |               |               |               |               |               |               |               |                  |                  |                  |                  |                  |                  |                  |                  |              |
| ATP World Tour Finals | –             | –             | –             | –             | –             | –             | –             | –             | –             | –                | –                | –                | –                | –                | –                | –                | –                | 0-0          |
| ATP Masters 1000      |               |               |               |               |               |               |               |               |               |                  |                  |                  |                  |                  |                  |                  |                  |              |
| Indian Wells          | –             | –             | –             | –             | –             | 4R            | 3R            | 3R            | 2R            | 3R               | 2R               | –                | –                | 1R               | 2R               | –                | –                | 12-8         |
| Miami                 | –             | –             | –             | 1R            | –             | 2R            | 1R            | 4R            | 3R            | 3R               | 1R               | –                | –                | –                | 1R               | –                | 1R               | 9-9          |
| Monte Carlo           | –             | –             | –             | 1R            | –             | 1R            | 2R            | 1R            | 1R            | 1R               | 1R               | –                | 2R               | –                | 1R               | –                | –                | 2-9          |
| Rome                  | –             | –             | –             | 1R            | –             | 1R            | 2R            | –             | 1R            | 2R               | 1R               | –                | –                | –                | –                | –                | –                | 2-6          |
| Hamburg               | –             | –             | –             | 1R            | –             | 1R            | 3R            | 4R            | 1R            | lagere categorie | lagere categorie | lagere categorie | lagere categorie | lagere categorie | lagere categorie | lagere categorie | lagere categorie | 5-5          |
| Madrid                | g.t.          | g.t.          | –             | –             | –             | 1R            | –             | 3R            | 1R            | 1R               | 1R               | –                | –                | –                | 2R               | –                | –                | 3-6          |
| Montréal/Toronto      | –             | –             | –             | 2R            | –             | HF            | 1R            | 3R            | 1R            | 2R               | 2R               | –                | –                | –                | –                | –                |                  | 8-6          |
| Cincinnati            | –             | –             | –             | 2R            | –             | 2R            | 1R            | 1R            | 1R            | 3R               | 2R               | –                | 1R               | –                | –                | –                |                  | 4-7          |
| Shanghai              | geen toernooi | geen toernooi | geen toernooi | geen toernooi | geen toernooi | geen toernooi | geen toernooi | geen toernooi | geen toernooi | 1R               | –                | –                | –                | –                | –                | –                |                  | 0-1          |
| Parijs                | –             | –             | –             | 1R            | 1R            | 3R            | 3R            | 1R            | 1R            | 1R               | –                | –                | 2R               | –                | –                | –                |                  | 5-7          |
| Olympische Spelen     |               |               |               |               |               |               |               |               |               |                  |                  |                  |                  |                  |                  |                  |                  |              |
| Olympische Spelen     | –             | geen toernooi | geen toernooi | geen toernooi | –             | geen toernooi | geen toernooi | geen toernooi | KF            | geen toernooi    | geen toernooi    | geen toernooi    | –                | geen toernooi    | geen toernooi    | geen toernooi    |                  | 3-1          |
| Statistieken          |               |               |               |               |               |               |               |               |               |                  |                  |                  |                  |                  |                  |                  |                  |              |
| Totaal aantal titels  | 0             | 0             | 2             | 0             | 0             | 0             | 0             | 2             | 0             | 0                | 0                | 0                | 0                | 0                | 0                | 0                | 0                | 4            |
| Eindejaarsranking     | 272           | 147           | 36            | 83            | 121           | 47            | 55            | 25            | 32            | 33               | 97               | 526              | 59               | 129              | 96               | 95               |                  | n.v.t.       |

### Prestatietabel dubbelspel
| Grandslamtoernooien   |      |               |               |               |      |               |               |               |      |               |               |               |               |      |       |
| Australian Open       | –    | –             | –             | –             | –    | 1R            | –             | –             | –    | 1R            | –             | –             | –             | –    | 0-2   |
| Roland Garros         | –    | 1R            | 2R            | 1R            | –    | 1R            | 1R            | –             | –    | –             | 1R            | 1R            | –             | 1R   | 1-8   |
| Wimbledon             | –    | –             | –             | 1R            | –    | –             | –             | 1R            | –    | –             | –             | –             | –             | 1R   | 0-3   |
| US Open               | –    | –             | –             | –             | 1R   | –             | –             | 1R            | 1R   | 1R            | –             | –             | –             |      | 0-4   |
| Winst-verlies         | 0-0  | 0-1           | 1-1           | 0-2           | 0-1  | 0-2           | 0-1           | 0-2           | 0-1  | 0-2           | 0-1           | 0-1           | 0-0           | 0-2  | 1-16  |
| Tennis Masters Cup    |      |               |               |               |      |               |               |               |      |               |               |               |               |      |       |
| ATP World Tour Finals | –    | –             | –             | –             | –    | –             | –             | –             | –    | –             | –             | –             | –             |      | 0-0   |
| ATP Masters 1000      |      |               |               |               |      |               |               |               |      |               |               |               |               |      |       |
| Indian Wells          | –    | –             | –             | –             | –    | –             | 1R            | –             | 2R   | 1R            | –             | –             | –             | –    | 1-3   |
| Miami                 | –    | –             | –             | –             | –    | –             | –             | –             | 1R   | 1R            | –             | –             | –             | –    | 0-2   |
| Monte Carlo           | –    | –             | 1R            | 1R            | –    | –             | –             | –             | 1R   | 2R            | –             | –             | –             | –    | 1-4   |
| Hamburg               | –    | –             | –             | –             | –    | –             | –             | –             | 1R   | l.c.          | l.c.          | l.c.          | l.c.          | l.c. | 0-1   |
| Madrid                | l.c. | l.c.          | –             | –             | –    | –             | –             | –             | –    | –             | –             | –             | –             | –    | 0-0   |
| Rome                  | –    | –             | –             | –             | –    | –             | –             | –             | 1R   | –             | –             | –             | –             | –    | 0-1   |
| Montréal/Toronto      | –    | –             | –             | –             | –    | –             | –             | 1R            | KF   | –             | –             | –             | –             |      | 2-2   |
| Cincinnati            | –    | –             | –             | –             | –    | –             | –             | 1R            | –    | –             | –             | –             | –             |      | 0-1   |
| Stuttgart             | –    | –             | l.c.          | l.c.          | l.c. | l.c.          | l.c.          | l.c.          | l.c. | l.c.          | l.c.          | l.c.          | l.c.          | l.c. | 0-0   |
| Shanghai              | l.c. | l.c.          | l.c.          | l.c.          | l.c. | l.c.          | l.c.          | l.c.          | l.c. | –             | –             | –             | –             |      | 0-0   |
| Parijs                | 1R   | 1R            | –             | –             | –    | –             | –             | 2R            | 1R   | –             | –             | –             | 1R            |      | 1-5   |
| Olympische Spelen     |      |               |               |               |      |               |               |               |      |               |               |               |               |      |       |
| Olympische Spelen     | –    | geen toernooi | geen toernooi | geen toernooi | –    | geen toernooi | geen toernooi | geen toernooi | –    | geen toernooi | geen toernooi | geen toernooi | geen toernooi |      | 0-0   |
| Statistieken          |      |               |               |               |      |               |               |               |      |               |               |               |               |      |       |
| Totaal aantal titels  | 0    | 0             | 0             | 0             | 0    | 0             | 0             | 0             | 1    | 0             | 0             | 0             | 0             | 0    | 1     |
| Totaal winst-verlies  | 0-1  | 0-3           | 1-3           | 0-4           | 0-2  | 1-9           | 8-9           | 2-11          | 9-13 | 1-11          | 0-4           | 0-1           | 0-1           | 2-4  | 28-79 |
| Eindejaarsranking     | 774  | 749           | 299           | 930           | 1200 | 483           | 195           | 424           | 118  | 529           | -             | -             | -             |      |       |